# Union sportive Le Pontet Grand Avignon 84
El Union sportive Le Pontet Grand Avignon 84 es un equipo de fútbol de Francia que juega en el Championnat National 3, la quinta liga de fútbol más importante del país.

## Historia
Fue fundado en el año 1980 en la ciudad de Le Pontet, en el departamento de Vaucluse con el nombre Olympique Pontétien, el cual usaron hasta 1984 tras cambiarlo por Union Sportive Le Pontet Football. En mayo de 2017 el club voto renombrar al equipo como US Pontet Grand Avignon 84.
Ha pasado toda su historia en los nivel amateur de Francia. Jugó en el Championnat National 2 entre las temporadas 2003-04 y 2006-07, y 2009-10 y 2016-17, en ese entonces llamada Championnat de France amateur de football.

## Jugadores

### Jugadores destacados de la historia del club
- Romain Philippoteaux
- Maurice-Junior Dalé
- Samir Benmeziane
- Steven Pelé